# Doctrine Primakov

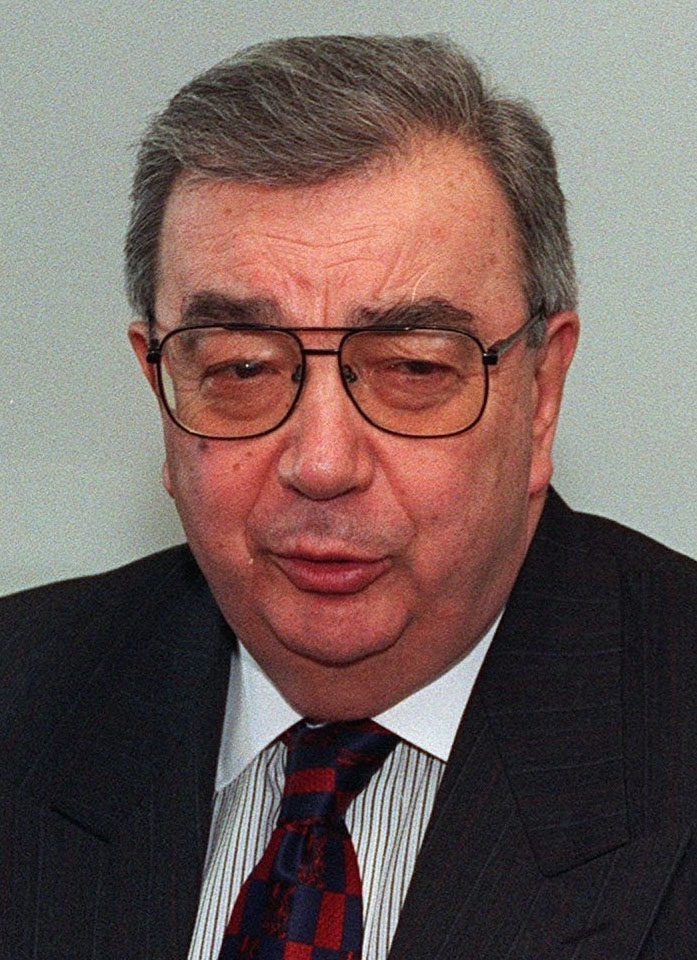
Le ministre des Affaires étrangères russe Ievgueni Primakov, dont la doctrine Primakov tire son nom, photographié en 1997.

La doctrine Primakov est une doctrine géopolitique russe élaborée dans les années 1990. Elle tire son nom du ministre des Affaires étrangères russe de 1996 à 1999, Ievgueni Primakov. La « doctrine Primakov » s'articule autour de trois idées forces : la Russie ne peut être réduite à une puissance européenne moyenne, le monde post-guerre froide sera multipolaire et non dominé par les seuls États-Unis, et la Russie a un droit de regard privilégié sur les pays post-soviétiques qualifiées d'« étranger proche ».

## Caractéristiques
La doctrine Primakov consiste à conduire une diplomatie triangulaire en nouant des liens forts avec la Chine de manière à retrouver des marges de manœuvre dans les relations avec Washington et les Européens, dans une période d'unilatéralisme américain où la Russie manœuvrent moins aisément son influence économique, politique, énergétique et commerciale et joue sur les différends entre les États-Unis et l'Union européenne afin de renforcer ses propres positions. 
Le « partenariat stratégique » est noué avec la Chine dès avril 1996 par Boris Eltsine. Il s'agit donc de rendre le monde multipolaire en développant les relations avec les pays d’Europe occidentale qui souhaitent être complètement indépendants des États-Unis mais aussi de se tourner vers la Chine et l'Inde. Malgré tout, aucune vraie politique commune n’est mise en place pendant cette période entre la Russie et ses voisins asiatiques. Pour Primakov, la Russie doit avoir une politique indépendante à l’égard de l'Irak, de l’Iran et de la Yougoslavie. 
La doctrine Primakov donne la priorité à l’intérêt national russe et n'accepte pas de voir la Russie être le jouet de la politique des États-Unis et du bloc occidental hérité de la Guerre froide, tout en évitant les tensions et la confrontation. Primakov veut « prendre une position très négative à l’égard d’une extension de l’OTAN aux anciens pays du Pacte de Varsovie et faire de l’Alliance atlantique – qui n’englobe tout de même pas toute l’humanité– l’un des axes, parmi d’autres, du nouveau système mondial, ».
La doctrine Primakov est un changement de paradigme géopolitique, qui vise avant tout les États-Unis et l'Europe occidentale, et ne se met en place que lentement en raison de la faiblesse persistante de l'économie russe. En France, l'orientation de la politique étrangère menée par Jacques Chirac, très favorable au renforcement des liens avec la Russie, maintient les relations franco-russes à un haut niveau de cordialité et même de convergence sur la plupart des dossiers. Chirac soutient donc la réélection de Boris Eltsine en 1996.
Primakov considère que les efforts d'apaisement et de rapprochement avec l'ancien adversaire (les États-Unis) n'ont pas permis de récolter les fruits escomptés. Il privilégie donc les intérêts nationaux de la Russie et se positionne contre l'« unilatéralisme » américain, ce qui lui vaut une grande popularité en Russie. De manière générale, une ligne plus distante s'établit entre Moscou et Washington. Dans ce cadre, l'avancée de l'OTAN dans l'espace d'influence autrefois inféodé à la Russie, comme aux pays baltes, est perçue comme une sorte de fer de lance anti-russe.
Enfin, Primakov souhaite intégrer la Russie dans la mondialisation et sortir son pays de l'isolement économique.

## Résultats
La mise en œuvre de la doctrine Primakov est limitée mais reste le fondement de la politique extérieure russe pendant le second mandat de Boris Eltsine alors que Primakov est le premier ministre à partir de septembre 1998. Selon Vyacheslav Nikonov, « C’est dans le domaine de l’intégration qu’elle a obtenu ses meilleurs résultats, même s’ils ont été limités ». Sous le mandat de Primakov, le G7 intègre la Russie pour devenir le G8, la Russie entre dans les clubs de Paris et de Londres et le traité de partenariat et de coopération avec l’Union européenne est ratifié.
La « doctrine Primakov » se heurte cependant à l’élargissement de l’OTAN, à la crise irakienne de 1997-1998 et aux guerres de Yougoslavie. Pour chacun de ces trois événements géopolitiques, Moscou doit reculer et accepter des compensations symboliques. Ainsi, l'Union européenne propose de négocier avec la Russie dans le cadre du Conseil consultatif. Le 27 mai 1997, lors du sommet de l'OTAN à Paris, la France, l'OTAN et la Russie signent l'acte fondateur sur les relations mutuelles, la coopération et la sécurité,.

## Pour approfondir
- Gilles Gressani (trad. Danylo Khilko), « La doctrine Primakov », Le Grand Continent,‎ 8 novembre 2017 (lire en ligne)